# Цуканово (Приморский край)
Цука́ново — село в Хасанском районе Приморского края, входит в состав Краскинского городского поселения.

## Географическое положение
Село находится на берегу реки Цукановка (до 1972 года — река Янчихе), в 8,5 км от её впадения в бухту Экспедиции залива Посьета, на расстоянии 70 км (по автодорогам) от посёлка городского типа Славянка, административного центра района, и 235 км (по автодорогам) от города Владивосток, административного центра края.

## История
Основано в 1867 году. Первоначально село носило название Нижняя Янчихе. В 1972 году в ходе программы по ликвидации китайских названий переименовано в Цуканово.

## Население
| 1868 | 1888 | 1897  | 2002 | 2005 | 2010 |
| ---- | ---- | ----- | ---- | ---- | ---- |
| 370  | ↗686 | ↗1173 | ↘557 | ↗594 | ↘520 |

## Улицы
| - ул. Молодёжная, - ул. Новая, | - ул. Советская, - ул. Юбилейная. |

## Транспорт
Село связано автомобильной дорогой длиной 5,5 км с трассой А189 Раздольное — Хасан. Ближайшая железнодорожная станция Махалино находится на расстоянии 6,5 км к югу в посёлке городского типа Краскино.

## Достопримечательности
- Мемориальный комплекс 11-ти воинских захоронений 1945 года[9].

## Известные уроженцы
- Нигай, Константин Иванович (1913—1990) — советский деятель сельского хозяйства, Герой Социалистического Труда.
- Хан, Роман Васильевич (1912—1980) — советский рисовод, Герой Социалистического Труда.